# Bahnstrecke Ränkesed–Sulvik
| Streckenlänge:                                                                              | 4,4 km                      |          |          |
| Spurweite:                                                                                  | 891 mm (schwed. 3-Fuß-Spur) |          |          |
|                                                                                             |                             |          |          |
| \| \| 0,0 \| Ränkesed \| Ränkesed \| \| \| \| Rådane \| \| \| \| 4,4 \| Sulvik \| Sulvik \| |                             |          |          |
| Betriebs-/Güterbahnhof Streckenanfang (Strecke außer Betrieb)                               | 0,0                         | Ränkesed | Ränkesed |
| Dienststation / Betriebs- oder Güterbahnhof (Strecke außer Betrieb)                         |                             | Rådane   | Rådane   |
| Betriebs-/Güterbahnhof Streckenende (Strecke außer Betrieb)                                 | 4,4                         | Sulvik   | Sulvik   |

Die Bahnstrecke Ränkesed–Sulvik war eine 4,4 Kilometer lange schmalspurige Pferdebahnstrecke in Schweden. Die Spurweite betrug drei schwedische Fuß, somit 891 mm.
Die Strecke wurde 1854 von der Ränkesed–Sulviks Järnvägs Aktiebolag gebaut und verband die beiden Seen Ränken und Glafsfjorden. In Ränkesed wurden zwei, in Rådane drei und Sulvik vier Gleisanschlüsse errichtet. Damit wurden die Fabriken in Ränkesed und Sulvik verkehrsmäßig erschlossen. Im Fahrzeugbestand waren zwölf Wagen mit Bremsen. Die Blütezeit der Bahn lag in den 1860er Jahren, als viele Produkte mit Booten über die Seen gebracht und der dazwischen liegende Landweg durch die Bahn überbrückt wurde.
Die Bahnstrecke wurde 1877 aufgegeben, die Gleise 1885 abgebaut und mit den Wagen an die Glava Glasbruks järnvägsbygge zur Errichtung der Bahnstrecke Glava Glasbruk–Glava abgegeben. Auf dem Planum der Strecke wurde 1885 teilweise die neue Bahnstrecke Mellerud–Arvika der Dal–Västra Värmlands Järnvägsaktiebolag (DVVJ) angelegt.

## Gesellschaft
Die Erbauergesellschaft, die Ränkesed–Sulviks Järnvägs Aktiebolag, war eine schwedische Aktiengesellschaft (Aktiebolag). Diese wurde 1854 von den Glashütten Noreborg, Adolfsfors, Koppom, Skillingsfors und Charlottenberg gegründet, um die Eisenbahnstrecke zwischen Ränkesed und Sulvik zu bauen. Für den Bau der Bahn war Claes Adolf Adelsköld verantwortlich.
Die Gesellschaft hatte zudem einige Schiffe in ihrem Bestand.